# Rajd Niemiec 2001
Rajd Niemiec 2001 (20. ADAC Rallye Deutschland) – 20. edycja rajdu samochodowego Rajd Niemiec rozgrywanego w Niemczech. Rozgrywany był od 6 do 8 lipca 2001 roku. Była to dwudziesta siódma runda Rajdowych Mistrzostw Europy w roku 2001 (rajd miał najwyższy współczynnik – 20) oraz piąta runda Rajdowych Mistrzostw Niemiec.

## Klasyfikacja rajdu
| Miejsce                         | Kierowca                     | Pilot                        | Samochód                     | Czas                         | Strata                       |                              |
| Klasyfikacja generalna i ERC    | Klasyfikacja generalna i ERC | Klasyfikacja generalna i ERC | Klasyfikacja generalna i ERC | Klasyfikacja generalna i ERC | Klasyfikacja generalna i ERC | Klasyfikacja generalna i ERC |
| ------------------------------- | ---------------------------- | ---------------------------- | ---------------------------- | ---------------------------- | ---------------------------- | ---------------------------- |
| 1.                              | Philippe Bugalski            | Jean-Paul Chiaroni           | Citroën Xsara WRC            | 3:23:12.7                    | 0.0                          |                              |
| 2.                              | Raimund Baumschlager         | Klaus Wicha                  | Ford Focus RS WRC '00        | 3:27:39.9                    | +4:27.2                      |                              |
| 3.                              | François Delecour            | Daniel Grataloup             | Ford Focus RS WRC '01        | 3:27:44.8                    | +4:32.1                      |                              |
| 4.                              | Marcus Grönholm              | Timo Rautiainen              | Peugeot 206 WRC              | 3:28:02.5                    | +4:49.8                      |                              |
| 5.                              | Matthias Kahle               | Dieter Schneppenheim         | Seat Cordoba WRC Evo3        | 3:28:38.7                    | +5:26.0                      |                              |
| 6.                              | Armin Kremer                 | Fred Berssen                 | Toyota Corolla WRC           | 3:29:28.2                    | +6:15.5                      |                              |
| 7.                              | Achim Mörtl                  | Stefan Eichhorner            | Subaru Impreza S6 WRC '00    | 3:31:27.7                    | +8:15.0                      |                              |
| 8.                              | Rocco Theunissen             | Erwin Mombaerts              | Toyota Corolla WRC           | 3:33:37.5                    | +10:24.8                     |                              |
| 9.                              | Manfred Stohl                | Peter Müller                 | Toyota Corolla WRC           | 3:34:33.7                    | +11:21.0                     |                              |
| 10.                             | Dieter Depping               | Armin Holz                   | Volkswagen Golf IV Kit Car   | 3:34:41.8                    | +11:29.1                     |                              |
| Klasyfikacja mistrzostw Niemiec |                              |                              |                              |                              |                              |                              |
| 1.                              | Matthias Kahle               | Dieter Schneppenheim         | Seat Cordoba WRC Evo3        | 3:28:38.7                    | -                            |                              |
| 2.                              | Armin Kremer                 | Fred Berssen                 | Toyota Corolla WRC           | 3:29:28.2                    | +49.5                        |                              |
| 3.                              | Dieter Depping               | Armin Holz                   | Volkswagen Golf IV Kit Car   | 3:34:41.8                    | +6:03.1                      |                              |